# The Medallion
The Medallion är en honkongsk-amerikansk långfilm från 2003 i regi av Gordon Chan, med Jackie Chan, Lee Evans, Claire Forlani och Julian Sands i rollerna.

## Rollista
| Jackie Chan            | – Eddie Yang               |
| Lee Evans              | – Arthur Watson            |
| Claire Forlani         | – Nicole James             |
| Julian Sands           | – Snakehead                |
| John Rhys-Davies       | – Cmdr. Hammerstock-Smythe |
| Anthony Wong Chau-Sang | – Lester                   |
| Christy Chung          | – Charlotte Watson         |
| Johann Myers           | – Giscard                  |
| Alex Bao               | – Jai                      |